# جایزه بوکر ۲۰۱۳
جایزه ادبی من بوکر در سال ۲۰۱۳ در ۱۵ اکتبر ۲۰۱۳ به النور کاتون برای رمان "نورانی ها" اهدا شد. فهرست کلی از سیزده عنوان در ۲۳ ژوئیه اعلام شد، و به فهرست نهایی شش عنوان در ۱۰ سپتامبر اعلام شد. ریاست هیئت داوران رابرت مک فارلین بود که رابرت داگلاس-فیرهورست، ناتالی هینز، مارتا کرنی و استوارت کلی به او پیوستند. فهرست نهایی شامل تنوع جغرافیایی و قومی زیادی بود، با NoViolet Bulawayo متولد زیمبابوه، النور کاتن از نیوزیلند، جیم کریس از انگلیس، آمریکایی هند جومپا لاهیری، روت اوزکی آمریکایی کانادایی و کولم توبین از ایرلند.

## هیئت داوری
در ۲۱ نوامبر ۲۰۱۲، اعلام شد که رابرت مک فارلین رئیس هیئت داوران خواهد شد که برنده جایزه ۲۰۱۳ را تعیین می‌کنند.

## نامزدها (فهرست نهایی)
- NoViolet Bulawayo برای ما به نام‌های جدید
- النور کاتن برای پرفروغ‌ها
- جیم کریس برای برداشت از طریق پیکادور
- جهمپا لاهیری برای گودی از طریق انتشارات بلومزبری
- روت اوزکی برای داستانی برای زمان حال از طریق Canongate
- کولم توبین برای عهد مریم از طریق وایکینگ پرس

## نامزدها (فهرست کلی)
| نویسنده           | عنوان                         | ژانر(ها)      | کشور                    | ناشر              |
| ----------------- | ----------------------------- | ------------- | ----------------------- | ----------------- |
| تاش اوو           | میلیاردر پنج ستاره            | رمان          | مالزی                   | املاک چهارم       |
| NoViolet Bulawayo | ما به نام‌های جدیدی نیاز داریم | رمان          | زیمبابوه                | Chatto & Windus   |
| النور کاتون       | مفاخر                         | رمان تاریخی   | نیوزلند                 | گرانتا            |
| جیم کریس          | محصول                         | رمان تاریخی   | انگلستان                | پیکادور           |
| ایو هریس          | ازدواج چانی کافمن             | رمان          | انگلستان                | مطبوعات ماسه سنگ  |
| ریچارد هاوس       | The Kills                     | رمان          | انگلستان                | پیکادور           |
| جهامپا لاهیری     | دشت                           | رمان          | انگلستان / ایالات متحده | انتشارات بلومزبری |
| آلیسون مک لئود    | منفجر نشده                    | رمان تاریخی   | انگلستان                | هامیش همیلتون     |
| کلوم مک کان       | ترانس آتلانتیک                | رمان تاریخی   | ایرلند                  | انتشارات بلومزبری |
| شارلوت مندلسون    | تقریباً انگلیسی                | رمان          | انگلستان                | مانتو             |
| روت اوزکی         | قصه ای برای زمان حال          | رمان          | کانادا / ایالات متحده   | کانگونگ           |
| دونال رایان       | قلب چرخان                     | رمان          | ایرلند                  | دو روزه           |
| کلم توبیین        | عهد مریم                      | نوولای تاریخی | ایرلند                  | وایکینگ پرس       |